# Devil Hunter Yohko
Devil Hunter Yohko (魔物ハンター妖子, Mamono Hantā Yōko) (titre français : Yohko, Chasseuse de Démons) est une série d'animation japonaise créée par le studio Madhouse et produite par Tōhō, diffusée entre 1990 et 1995.

## Synopsis
Pendant des siècles, la famille Mano a tué des démons. La grand-mère de Yohko, Madoka, est la 107e chasseuse de démons (Mamono Hantā), et la mère de Yohko, Sayoko, devait être la 108e. Seulement une chasseuse de démons doit être vierge pour assumer le pouvoir et la responsabilité. Sayoko est tombée enceinte avant que Madoka ne puisse révéler les secrets de la famille, la mission revient ainsi à Yohko Mano, la fille de Sayoko, qui est destinée à être la 108e chasseuse de démons. Yohko doit affronter des démons tout en essayant de vivre sa vie d'écolière folle de garçons.

## Personnages

### Personnages principaux
- Yohko Mano (真野 妖子, Mano Yōko?) : Sa grand-mère confie à Yohko la responsabilité d'être la 108e chasseuse de démons et de perpétuer l'héritage des chasseuse de démons de leur famille. Elle se bat contre des démons qui apparaissent et interrompent sa vie et ruinent ses chances d'être un jour avec le garçon de ses rêves. Voix japonaise : Aya Hisakawa, voix anglaise : Amanda Winn-Lee.
- Azusa Kanzaki (神崎 あづさ, Kanzaki Azusa?) : Une acolyte ou apprentie sous le patronage de Yohko. Elle est une chasseuse de démons en formation. Azusa est originaire d'un village de montagne et est venue rencontrer Yohko pour être formée. Azusa porte un bracelet Youma au lieu de l'anneau traditionnel Youma que Yohko possède et elle brandit la lance des Fuma au combat. Voix japonaise : Konami Yoshida, voix anglaise : Kimberly Yates.
- Madoka Mano (真野 マドカ, Mano Madoka?) : Grand-mère de Yohko Mano et mère de Sayoko Mano, la mère de Yohko. Elle était l'ancienne 107e chasseuse de démons mais est maintenant trop vieille pour continuer à être une chasseuse de démons, bien qu'elle ait encore des compétences et combat parfois. Elle passe le titre de chasseuse de démons à Yohko pour perpétuer l'héritage familial. Voix japonaise : Yūji Mitsuya, voix anglaise : Sharon Shawnessey.
- Sayoko Mano (真野 小夜子, Sayoko Mano?) : Fille de Madoka Mano et mère de Yohko Mano. Elle devait être la 108e chasseuse de démons mais est tombée enceinte de Yohko (Seules les femmes vierges peuvent devenir chasseuse de démons). Elle a une opinion très franche et ouverte sur le sexe et donne même à Yohko un paquet de préservatifs dans le premier épisode. Cette attitude est atténuée dans les épisodes suivants. Voix japonaise : Hiromi Tsuru, voix anglaise : Carol Amerson.
- Chikako Ogawa (小川 千賀子, Ogawa Chikako?) : La meilleure amie de Yohko. Chi (son surnom) semble avoir un vaste réseau de collecte d'informations et a tendance à être au courant de la plupart des événements qui se déroulent à l'école. Elle fournit généralement à Yohko des informations (parfois des photos) sur les plus beaux garçons. Elle se présente comme "manager" de Yohko et assiste Yohko là où elle le peut, bien qu'elle ait tendance à se faire prendre dans la ligne de mire. Voix japonaise : Chieko Honda, voix anglaise : Tiffany Grant.

### Personnages secondaires
- Osamu Wakabayashi : Ami et admirateur de Yohko, il est utilisé par les démons dans le premier anime pour tenter de l'empêcher de devenir une chasseuse de démons. Voix japonaise : Kappei Yamaguchi.
- Haruka Mano (真野 ハルカ, Mano Haruka?) : La toute première chasseuse de démons de la famille Mano. Elle est très habile en tant que chasseuse de démons et est capable de repousser et de vaincre n'importe quel démon, même le plus puissant de tous les démons, Yujiro Tasugaru. Dans plusieurs œuvres, elle est représentée avec une tenue blanche de chasseuse de démons et des cheveux roses. Dans l'anime cependant, elle porte une tenue rouge de chasseuse de démons et a les cheveux vert clair. Voix japonaise : Noriko Hidaka, voix anglaise : Sue Ulu.
- Yujiro Tasugaru : Le plus fort de tous les démons, Yujiro est l'un des premiers démons redoutables et ennemi de la famille Mano, un démon musclé humanoïde ressemblant à un oni et portant un visage de monstre sur le dos. Yujiro est très puissant et a la capacité de manipuler le temps et l'espace. Il permettait aux démons d'entrer dans le monde humain et a presque amené le monde au bord de l'enfer, jusqu'à ce que la première chasseuse de démons, Haruka Mano, le batte et l'enferme. À chaque génération, Yujiro parvient à se libérer, mais est battu et scellé à nouveau par la nouvelle chasseuse de démons. Voix japonaise : Kenji Nomura.
- Chiaki Mano : Sœur jumelle de Madoka Mano et grand-mère d'Ayako Mano. Chiaki a affronté Madoka pour voir laquelle des deux détiendrait le titre de 107e chasseuse de démons. Chiaki a perdu contre sa sœur et à cause de cela, elle est devenue amère envers Madoka et a quitté la maison familiale, volant le fouet de la destruction. Elle entraîne maintenant Ayako et Azusa 2 pour vaincre la 108e chasseuse de démons, Yohko Mano, pour prouver qu'Ayako est la véritable 108e chasseuse de démons. Voix japonaise : Shigeru Chiba.
- Ayako Mano : Petite-fille de Chiaki Mano et cousine de Yohko Mano. Elle est entraînée par Chiaki Mano pour vaincre Yohko et devenir la véritable 108e chasseuse de démons. Ayako partage une apparence très similaire à Yohko, les faisant ainsi ressembler à des jumelles. Cependant, Ayako a les cheveux plus clairs et ses yeux sont un peu plus étroits que ceux de Yohko, et son uniforme de chasseuse de démons est noir, pas rouge. Elle est la porteuse du fouet de la destruction, qu'elle utilise à son plein potentiel. Avec Azusa 2, elle avait prévu de prendre le titre de chasseuse de démons à Yohko et de le revendiquer comme le sien. Cependant, elles unissent leurs forces pour combattre un démon très puissant qu'Ayako avait accidentellement libéré, ce qui a temporairement ébranlé sa confiance. Par la suite, Ayako décide qu'elle a besoin de plus de formation et part pour s'améliorer, se séparant de sa cousine dans des conditions plus aimables. Voix japonaise : Aya Hisakawa.
- Azusa 2 : acolyte d'Ayako Mano. Elle ressemble beaucoup à Azusa Kanzaki. Comme elle n'a jamais mentionné son vrai nom, Madoka la surnomme "Azusa 2". Elle ressemble beaucoup à Azusa, à la fois en apparence et en compétences, ce qui signifie qu'elle aussi est parfois maladroite et pas très douée pour le combat. Elle semble avoir un peu plus d'expérience au combat, mais pas beaucoup de différence par rapport à Azusa Kanzaki.

## Épisodes
- Devil Hunter Yohko : Yohko vaque à sa vie quotidienne, rêve d'un garçon mignon nommé Hideki. Yohko apprend que sa famille a une longue histoire de chasseuses de diables. Mais cette fois, les démons décident d'éliminer la prochaine chasseuse de diables avant qu'elle ne puisse riposter. Après une tentative infructueuse de prendre la virginité de Yohko (afin qu'elle ne puisse pas devenir une chasseuse de diables), les démons décident d'utiliser Hideki comme appât. Yohko doit devenir la 108e chasseuse de diables et sauver l'homme de ses rêves.
- Devil Hunter Yohko 2 : Yohko s'entraîne pour devenir une bonne chasseuse de diables. À proximité, un chantier de construction local détruit une forêt dans laquelle reposent des esprits endormis. Les esprits dérangés et commencent à harceler les ouvriers du bâtiment. Azusa Kanzaki, une chasseuse de diables en formation, se présente. Azusa est venu devenir apprentie auprès de Yohko. Les deux font équipe pour lutter contre les esprits qui harcèlent les ouvriers.
- Devil Hunter Yohko 3 : Yohko rêve d'un homme nommé Maître Biryu. Yohko est transportée dans une autre dimension et apprend que Biryu a été emprisonné. Yohko apprend qu'elle doit sauver Maître Biryu (bien qu'elle développe un béguin pour lui). Pendant ce temps, Azusa a vu Yohko disparaître et tente de récupérer Yohko avec l'amie de Yohko, Chi. Elles parviennent à se rendre là où se trouve Yohko, mais échouent et parviennent à se remettre là où elles ont commencé. Elle doit combattre le démon qui retient Maître Biryu captif afin de le libérer.
- Devil Hunter Yohko 4-Ever :une collection de vidéoclips des chansons de la série (dont trois nouvelles chansons), mises en scène dans l'anime, une image de manga colorée, une vidéo animée originale présentant des versions chibifiées de Yohko et Azusa, et deux vidéos en direct.
- Devil Hunter 5: Hell on Earth : Madoka, la grand-mère de Yohko, pressent le retour de Tokima, le démon qui depuis le temps de la première chasseuse de démons fut l'ennemi de la famille Mano. Tokima apparaît et possède Ryuichi Asakura, un homme pour qui Yohko a le béguin. Tokima trompe Yohko et s'approche de l'horloge qui maintient son pouvoir scellé, mais est repoussé par des talismans spéciaux. Le lendemain, Madoka se retrouve avec son corps de jeunesse passé ! Tokima possède Azusa, qui prend l'horloge. Yohko combat Azusa pour essayer de l'empêcher de détruire l'horloge. Yohko est trompée et "tuée". L'horloge est détruite et le pouvoir du démon libéré. Yohko est transportée à l'époque de la toute première chasseuse de démons, Haruka Mano. Les deux retournent dans le présent et se battent contre Tokima.
- Devil Hunter Yohko 6: Double Jeopardy : Ayako Mano, qui est presque identique en apparence à Yohko, a passé sa vie à s'entraîner et à perfectionner ses capacités afin qu'un jour elle puisse vaincre Yohko et devenir la chasseuse de diables de la famille Mano, et maintenant elle est prête pour la confrontation finale. Yohko continue de vivre sa vie et ignore Ayako jusqu'à ce qu'elle commence à voler tous les garçons pour qui Yohko a le béguin. Puis une nuit en prenant un bain, Yohko entend quelque chose à l'extérieur et se lance à sa poursuite. Elle rencontre ensuite un sosie d'Azusa. Elle et Ayako attaquent Yohko sans méfiance avec des attaques écrasantes, tandis que Yohko pare l'assaut. Le combat s'arrête, mais Ayako jure de le terminer. Madoka révèle une certaine partie de son passé qui se rapporte à la rencontre. Le professeur de Yohko, pour qui elle a le béguin, est utilisé comme appât pour attirer Yohko. Ayako et Yohko se rencontrent face à face pour la confrontation. Le combat réveille un démon qui dort au plus profond de la Terre et les deux doivent apprendre à se battre ensemble pour repousser cette puissante créature.

## Jeux vidéo
La série est adaptée en plusieurs jeux vidéo par Masaya (une division de NCS Corporation) :
- Mamono Hunter Yōko: Dai 7 no Keishō (1991) pour Sega Genesis / Mega Drive.
- Mamono Hunter Yōko: Makai kara no Tenkōsei (1992) pour PC Engine.
- Mamono Hunter Yōko: Tooki Yobigoe (1993) pour PC Engine.